# Marquesado de Campo Fuerte
El marquesado de Campo Fuerte es un  título nobiliario español de carácter hereditario concedido por el rey Carlos II a favor de Susana Escón y Enríquez, con el vizcondado previo de Campo Fuerte, por real despacho del 31 de julio de 1690.
La denominación del marquesado se refiere a la villa de Campo Fuerte, que poseyó la primera titular, en Camposoto, Isla de León, provincia de Cádiz.

## Marqueses de Campo Fuerte
|                        | Titular                                             | Periodo                |
| Creación por Carlos II | Creación por Carlos II                              | Creación por Carlos II |
| ---------------------- | --------------------------------------------------- | ---------------------- |
| I                      | Susana Escón y Enríquez                             | 1690-¿?                |
| II                     | Joaquín Felipe del Campo y Escón                    | ¿?-¿?                  |
| III                    | María de la Encarnación del Campo y Soto            | 1742-1783              |
| IV                     | Tomasa de Vargas y Campo                            | 1783-1793              |
| V                      | Ana María de Contreras y Vargas                     | 1793-1817              |
| VI                     | María Josefa Joaquina de Contreras y Vargas Machuca | 1817-1826              |
| VII                    | Fernando de Aguilera y Contreras                    | 1826-1838              |
| VIII                   | José de Aguilera y Contreras                        | 1848-1872              |
| IX                     | Enrique José de Aguilera y Gamboa                   | 1875-1922              |
| X                      | Francisco de Aguilera y Pérez de Herrasti           | 1928-1936              |
| XI                     | María Teresa Aguilera y Narváez                     | 1996-actual titular    |

## Historia de los marqueses de Campo Fuerte
- Susana Escón y Enríquez, I marquesa de Campo Fuerte.[3][1]

Casó con Vicente del Campo. Sucedió su hijo:
- Joaquín Felipe del Campo y Escón (baut. catedral de Cádiz, 24 de mayo de 1652), II marqués de Campo Fuerte y regidor de Cádiz.[3]

Casó el 31 de enero de 1693, en la catedral de Cádiz, con Mariana Ignacia de Soto Avilés y Villavicencio. Sucedió su hija en 1742:
- María de la Encarnación del Campo y Soto (baut. catedral de Cádiz, 27 de marzo de 1706-Madrid, 25 de septiembre de 1783), III marquesa de Campo Fuerte.[5]

Casó el 8 de octubre de 1729, en Cádiz, con el teniente general Pedro de Vargas Perea y Velázquez de Cuéllar. Sucedió su hija:
- Tomasa de Vargas y Campo (baut. Valencia, 23 de febrero de 1732-Madrid, 21 de diciembre de 1793),[3] IV marquesa de Campo Fuerte.[3]

Contrajo matrimonio  el 9 de junio de 1744 con Pablo de Contreras Muñoz de Gadea, V conde de Alcudia, grande de España. Sucedió su hija:
- Ana María de Contreras y Vargas (Barcelona, 1728-Madrid, 12 de mayo de 1817), V marquesa de Campo Fuerte,[7] VI condesa de Alcudia, concedida la Grandeza de España, dama de la Orden de las Damas Nobles de la Reina María Luisa en 1794.

Casó el 24 de julio de 1768 con Juan Antonio de Navia Osorio y Miranda, V marqués de Santa Cruz de Marcenado, sin descendencia. Le sucedió su hermana:
- María Josefa Joaquina de Contreras y Vargas Machuca (Madrid, 27 de junio de 1765-Madrid, 3 de enero de 1826), VI marquesa de Campo Fuerte,[7] VII condesa de Alcudia,[8] grande de España y camarera de la reina María Josefa Amalia de Sajonia.[9]

Casó, el 22 de abril de 1780, con  Manuel Isidoro de Aguilera Moctezuma-Pacheco y Galarza (Talavera de la Reina, 2 de enero de 1762-Valencia, 3 de diciembre de 1802),  XIII marqués de Cerralbo, grande de España, VIII marqués de Almarza, XIII marqués de Flores Dávila, VII conde de Alba de Yeltes, V conde de Casasola del Campo, VIII conde de Foncalada, conde de Fuenrubia', VII conde de Peñalva, X conde de Villalobos y sumiller de corps del futuro rey Fernando VII.  Le sucedió su hijo:
- Fernando de Aguilera y Contreras (Madrid, 20 de agosto de 1784-Madrid, 2 de mayo de 1838), VII marqués de Campo Fuerte,[12] VIII conde de Alcudia,[13] XV marqués de Cerralbo,[14] dos veces grande de España, X marqués de Almarza,[12] VII conde de Casasola del Campo,[12] XIV marqués de Flores Dávila,[12] VIII conde de Alba de Yeltes,[12] X conde de Foncalada,[12] conde de Fuenrubia,[15] V conde de la Oliva de Gaytán,[12] XIII conde de Villalobos,[12] embajador extraordinario en Sajonia (1819), presidente del Consejo de las Órdenes, caballero de la Orden del Toisón de Oro, de la Orden de Alcántara, Gran Cruz de Carlos III y prócer del Reino.

El 26 de diciembre de 1807 casó en Madrid con María de las Angustias Fernández de Córdoba y Pacheco, hija de Manuel Antonio Fernández de Córdoba y Pimentel, VIII marqués de Mancera, grande de España de primera clase, marqués de Malpica, de marqués de Montalbo, y de Povar, y de María Teresa del Carmen Pacheco y Fernández de Velasco, V duquesa de Arión, grande de España. Sin descendencia, le sucedió su hermano por real carta de sucesión del 16 de abril de 1748:
- José de Aguilera y Contreras (Madrid, 23 de septiembre de 1787-Madrid, 25 de diciembre de 1872), VIII marqués de Campo Fuerte,[12] XVI marqués de Cerralbo,[14] IX conde de Alcudia,[13] dos veces grande de España, XI marqués de Almarza,[12] XV marqués de Flores Dávila,[12] IX conde de Alba de Yeltes,[12] VIII conde de Casasola del Campo,[12] XI conde de Foncalada,[12] conde de Fuenrubia,[15] VI conde de la Oliva del Gaytán,[12] alférez mayor de  Burgos, Ciudad Rodrigo y Aranda de Duero, caballero veinticuatro de Salamanca y Granada y gentilhombre grande de España con ejercicio y servidumbre de la reina Isabel II de España.

Contrajo matrimonio el 11 de abril de 1815, en Córdoba, con Francisca Valentina Becerril e Hinojosa. Le sucedió su nieto por real carta de sucesión del 3 de mayo de 1875:
- Enrique José de Aguilera y Gamboa (Madrid, 8 de julio de 1845-Madrid, 27 de agosto de 1922), IX marqués de Campo Fuerte,[12] XVII marqués de Cerralbo,[14] X conde de Alcudia,[13] dos vece grande de España, XII marqués de Almarza, XII conde de Foncalada, caballero de la orden del Espíritu Santo y senador.[12]

Casó, siendo su segundo esposo, con Inocencia Serrano Cerver y Soler.  Sin descendencia, sucedió por real carta de sucesión del 9 de junio de 1928, su sobrino, hijo de Manuel de Aguilera y Gamboa, XVI marqués de Flores Dávila, y de su esposa Esperanza Pérez de Herrasti y Antillón.
- Francisco de Aguilera y Pérez de Herrasti (25 de septiembre de 1834-Paracuellos del Jarama, 7 de noviembre de 1936), X marqués de Campo Fuerte.[19]

Casó con María Barranco y Díaz-Ayllon. Sucedió, por rehabilitación del título en 1996, su sobrina nieta, hija de Fernando de Aguilera y Abárzuza, XIX marqués de Cerralbo —hijo de Fernando de Aguilera y Pérez de Herrasti, hermano del X marqués, y de su esposa María Teresa de Abárzuza y Robles—, y de su esposa Pilar Narváez y Coello de Portugal.
- María Teresa Aguilera y Narváez, XI marquesa de Campo Fuerte.[19][20]